# Норт Лорел (Мериленд)
Норт Лорел (енгл. North Laurel) насељено је место без административног статуса у америчкој савезној држави Мериленд.

## Демографија
По попису из 2010. године број становника је 4.474, што је 15.994 (-78,1%) становника мање него 2000. године.
| Група             | 2000.          | 2010.         |
| Белци             | 14.160 (69,2%) | 1.865 (41,7%) |
| Афроамериканци    | 3.500 (17,1%)  | 1.388 (31,0%) |
| Азијати           | 1.426 (7,0%)   | 803 (17,9%)   |
| Хиспаноамериканци | 818 (4,0%)     | 277 (6,2%)    |
| Укупно            | 20.468         | 4.474         |